# Abruka (plaats)
Abruka is een dorp in de Estlandse gemeente Saaremaa, provincie Saaremaa. Abruka omvat het bewoonde eiland Abruka en zestien kleinere, onbewoonde eilandjes. De grootste daarvan zijn Vahase, Kasselaid, Linnusitamaa en Kirjurahu.
Tot in december 2014 behoorde Abruka tot de gemeente Kaarma, daarna tot de gemeente Lääne-Saare en sinds oktober 2017 tot de fusiegemeente Saaremaa.

## Bevolking
Het dorp had 16 inwoners op 31 december 2011 en 34 inwoners op 31 december 2021.

## Foto's

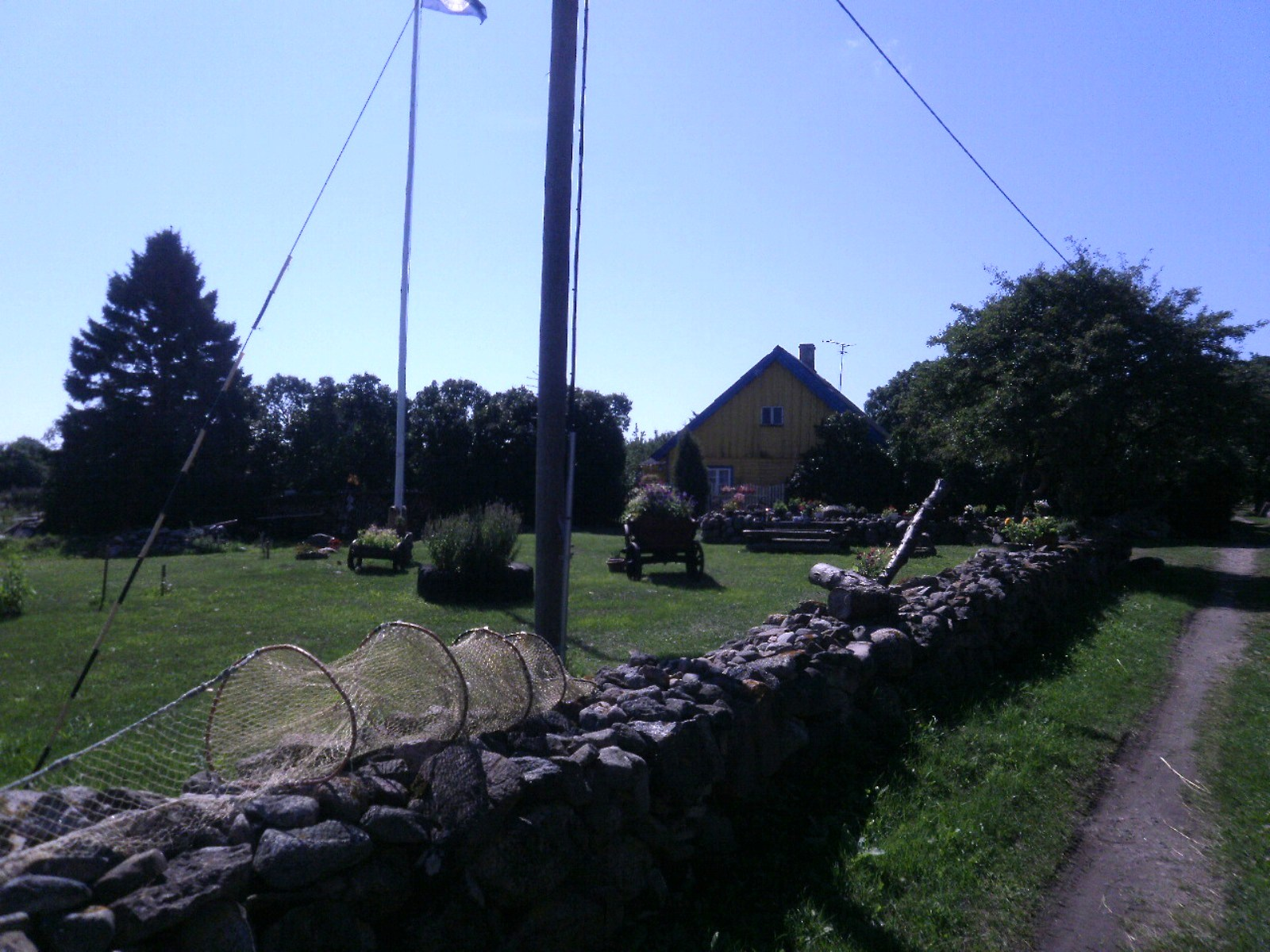
Het dorp
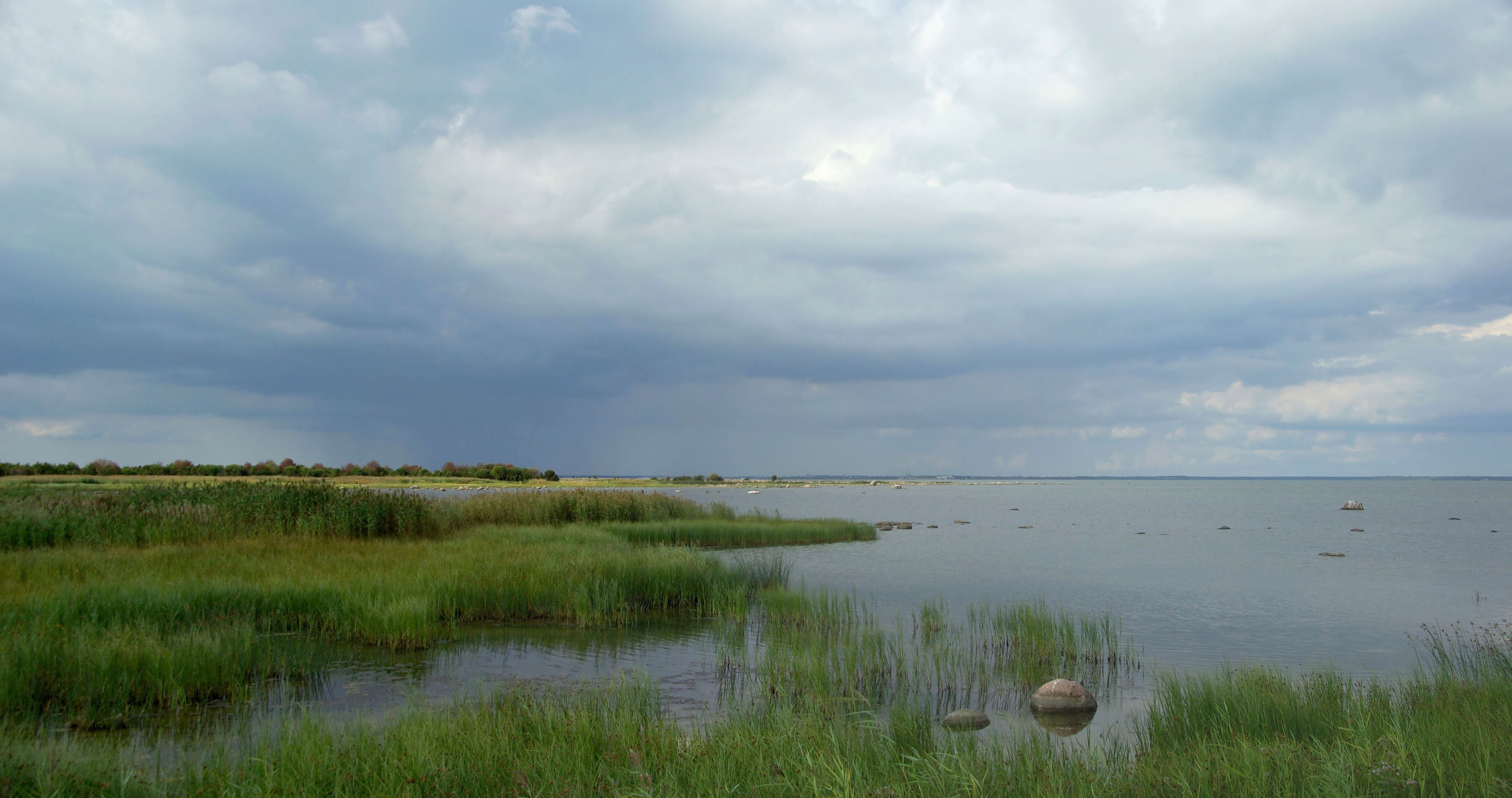
Het strand van Abruka
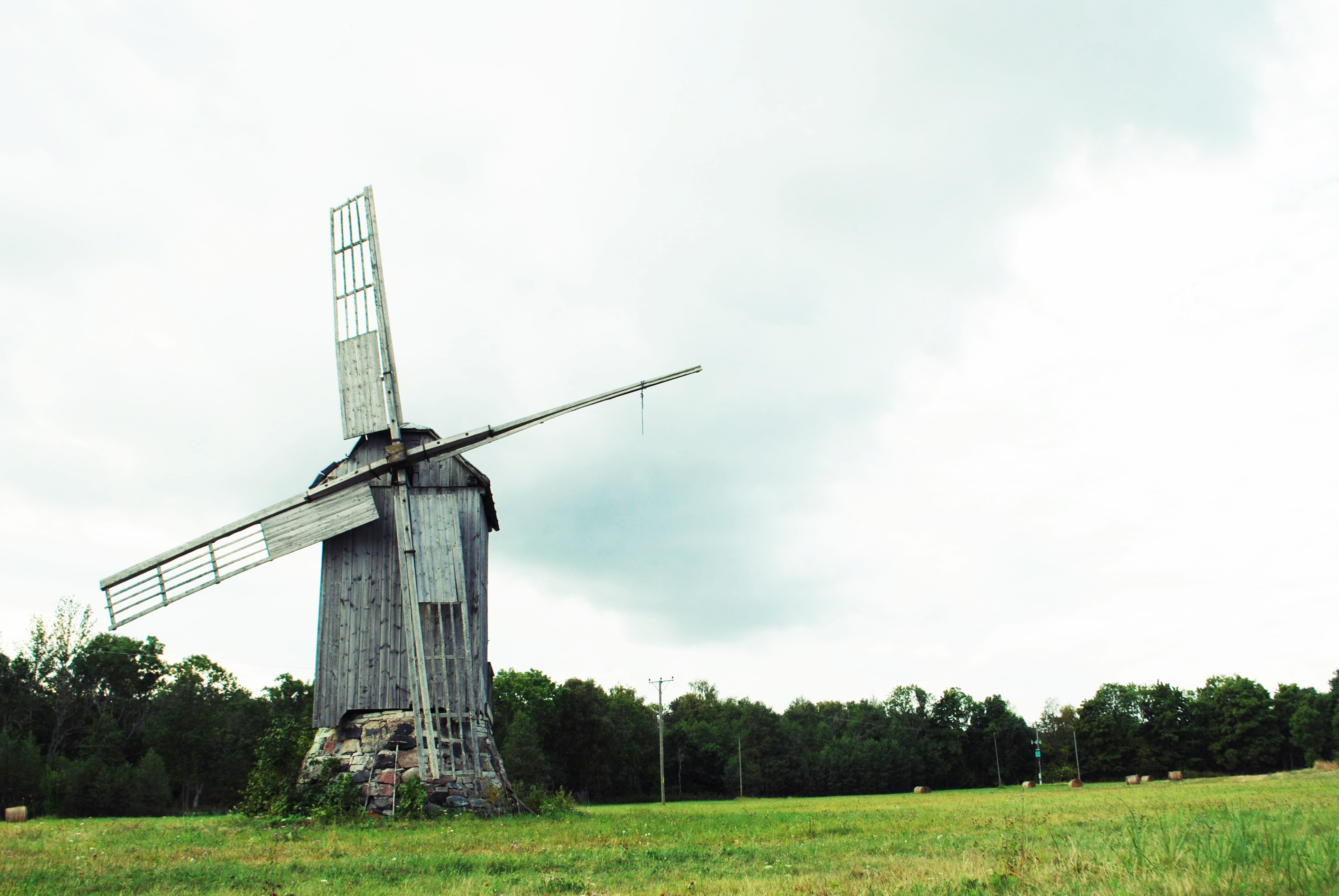
Windmolen
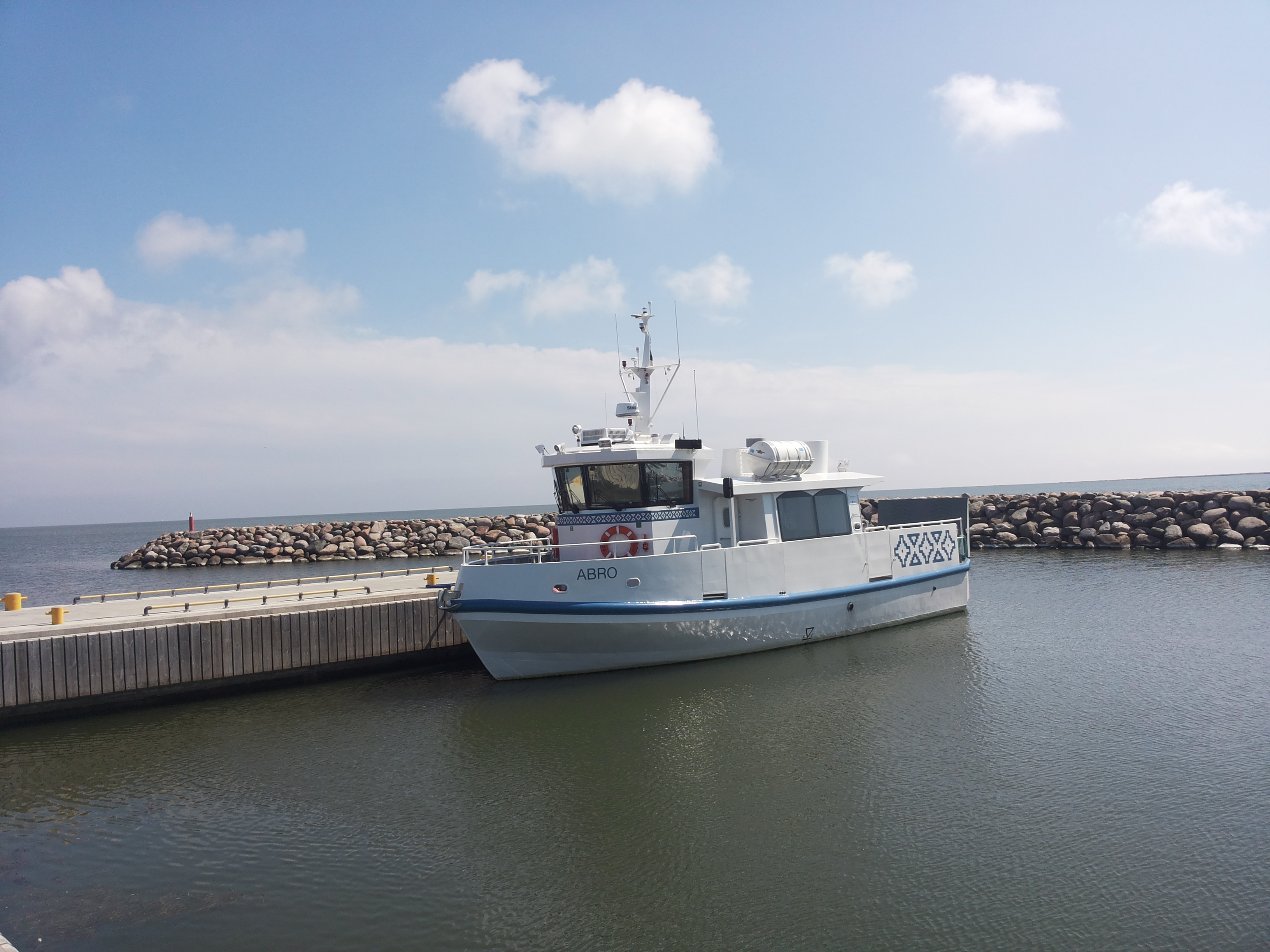
De haven
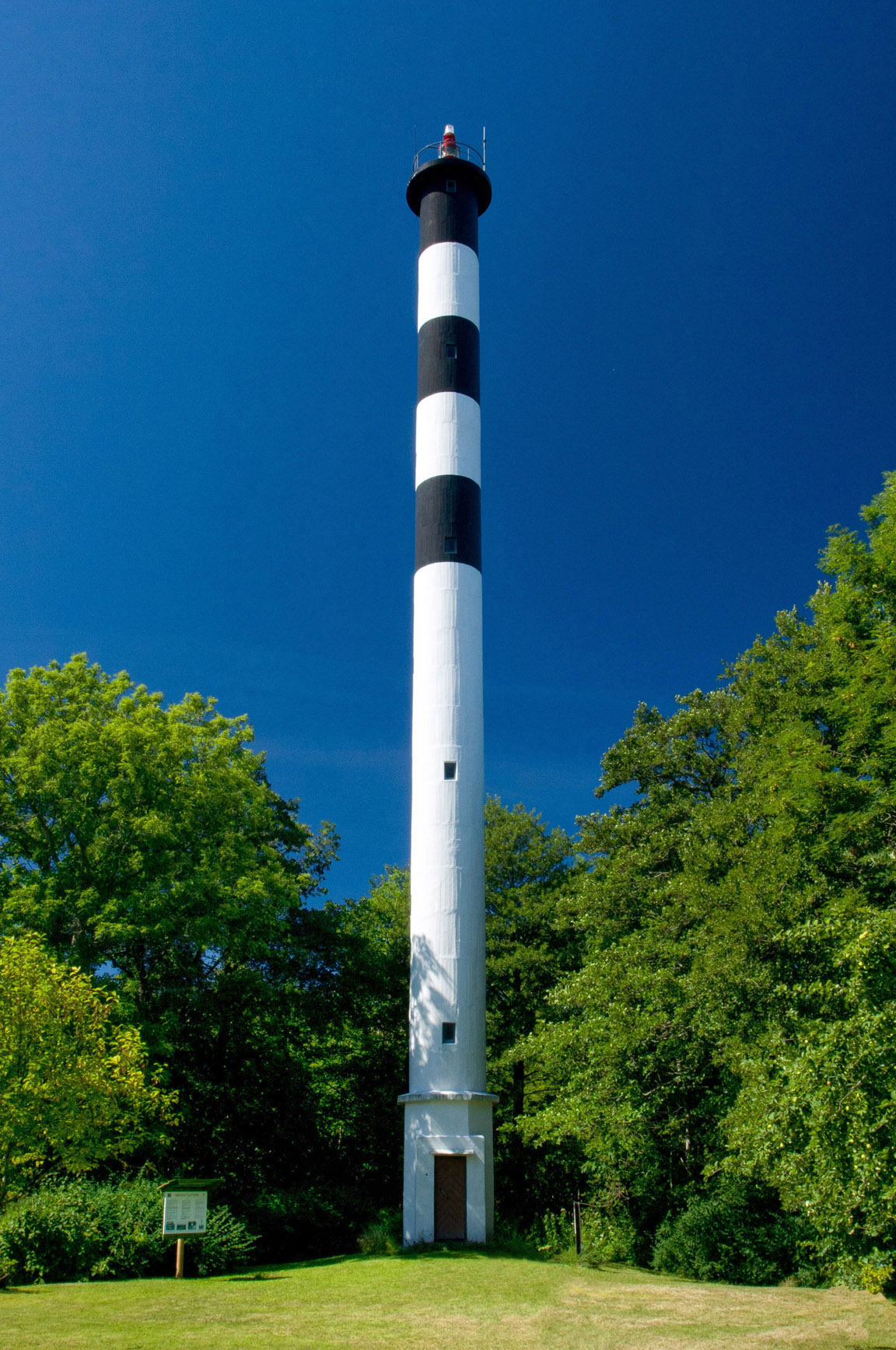
De vuurtoren
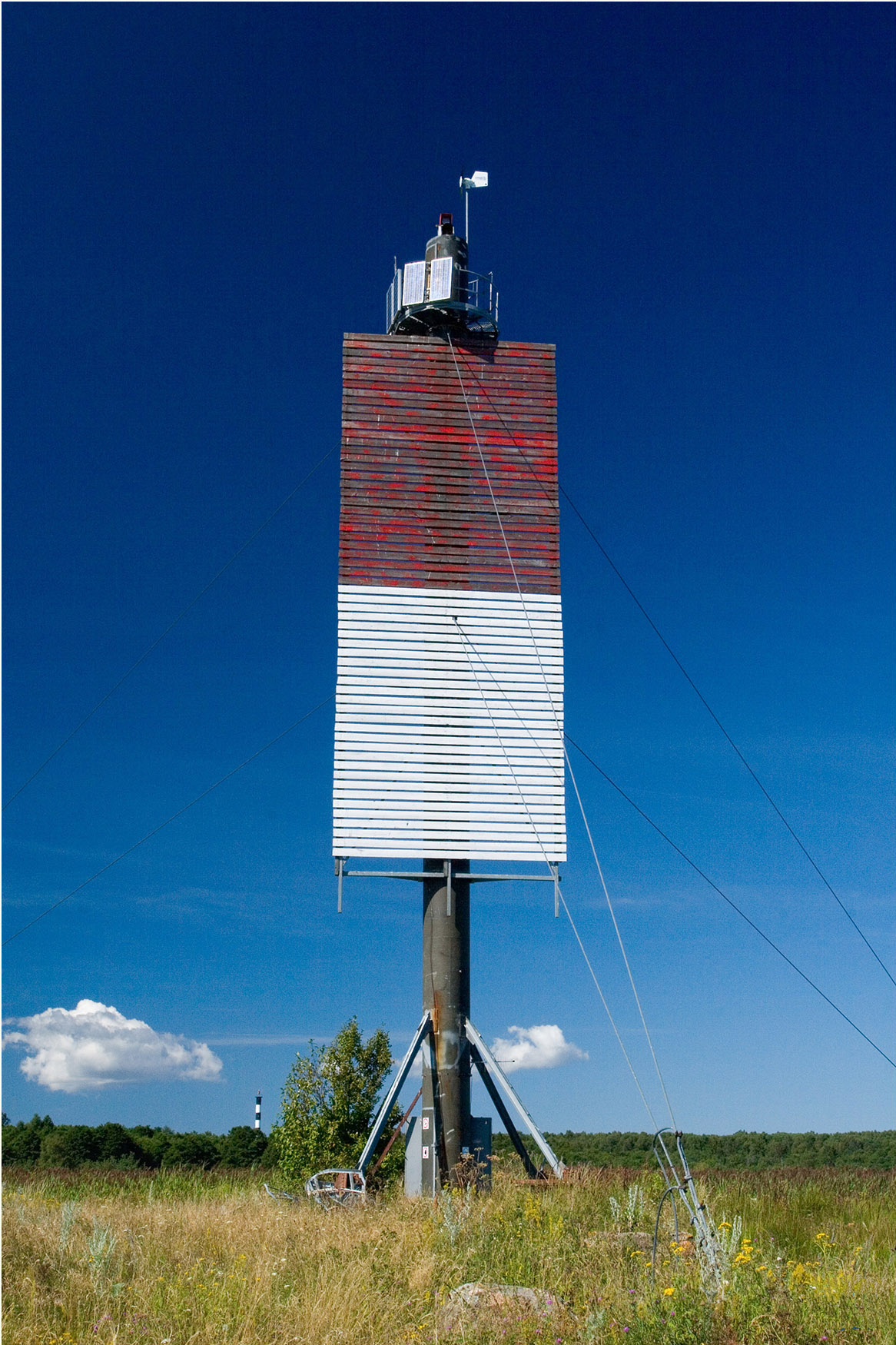
Baken